# Arbetaren
 (novembre 2020).
Si vous disposez d'ouvrages ou d'articles de référence ou si vous connaissez des sites web de qualité traitant du thème abordé ici, merci de compléter l'article en donnant les références utiles à sa vérifiabilité et en les liant à la section « Notes et références ».
Arbetaren est un journal hebdomadaire suédois fondé en 1922. C'est une publication du syndicat anarcho-syndicaliste Sveriges Arbetares Centralorganisation (SAC, Organisation Centrale des Travailleurs de Suède). En 2013, il s'écoulait à 2 500 exemplaires. 
C'est en 1941 qu'il atteint sa plus grande diffusion avec 29 600 exemplaires. Dans le contexte de la Seconde Guerre mondiale, c'était une des principales voix de l'opposition aux relations entre la Suède et le IIIe Reich. 
En plus de ses positions politiques et internationales, le journal a publié beaucoup d'écrivains suédois reconnus et pas nécessairement lié au syndicalisme. Il a notamment publié Stig Dagerman, Tage Danielsson, Nils Ferlin, Eyvind Johnson, Harry Järv (en), Ivar Lo-Johansson, Artur Lundkvist, Harry Martinson, Moa Martinson, Vilhelm Moberg, Karl Vennberg (en) et Per Wästberg.